# Joliet (Montana)
Joliet és una població dels Estats Units a l'estat de Montana. Segons el cens del 2000 tenia 575 habitants.

## Demografia
Segons el cens del 2000, Joliet tenia 575 habitants, 258 habitatges, i 170 famílies. La densitat de població era de 765,5 habitants per km².
Dels 258 habitatges en un 27,5% hi vivien nens de menys de 18 anys, en un 53,9% hi vivien parelles casades, en un 8,9% dones solteres, i en un 34,1% no eren unitats familiars. En el 32,6% dels habitatges hi vivien persones soles el 18,2% de les quals corresponia a persones de 65 anys o més que vivien soles. El nombre mitjà de persones vivint en cada habitatge era de 2,23 i el nombre mitjà de persones que vivien en cada família era de 2,8.
Per edats la població es repartia de la següent manera: un 23,1% tenia menys de 18 anys, un 6,1% entre 18 i 24, un 22,1% entre 25 i 44, un 26,8% de 45 a 60 i un 21,9% 65 anys o més.
L'edat mediana era de 44 anys. Per cada 100 dones de 18 o més anys hi havia 87,3 homes.
La renda mediana per habitatge era de 24.167 $ i la renda mediana per família de 32.063 $. Els homes tenien una renda mediana de 28.750 $ mentre que les dones 19.500 $. La renda per capita de la població era de 13.254 $. Aproximadament el 13,5% de les famílies i el 14,2% de la població estaven per davall del llindar de pobresa.

## Poblacions més properes
El següent diagrama mostra les poblacions més properes.